# Poggiorsini
Poggiorsini é uma comuna italiana da região da Puglia, província de Bari, com cerca de 1 518 habitantes. Estende-se por uma área de 43 km², tendo uma densidade populacional de 35 hab/km². Faz fronteira com Genzano di Lucania (PZ), Gravina in Puglia, Spinazzola.

## Demografia
| Variação demográfica do município entre 1861 e 2011                               |
|                                                                                   |
| Fonte: Istituto Nazionale di Statistica (ISTAT) - Elaboração gráfica da Wikipedia |